# Parque Nacional de Timanfaya
Parque Nacional de Timanfaya este o arie protejată (arie specială de conservare — SAC, sit de importanță comunitară — SCI, arie de protecție specială avifaunistică — SPA) din Spania întinsă pe o suprafață de 5.180,7 ha, integral pe uscat.

## Localizare
Centrul sitului Parque Nacional de Timanfaya este situat la coordonatele 29°00′51″N 13°46′48″W / 29.0141°N 13.78°V.

## Înființare
Situl Parque Nacional de Timanfaya a fost declarat arie de protecție specială avifaunistică în aprilie 1993 pentru a proteja 1 specie de plante și 5 specii de animale. Alte tipuri de protecție:
- sit de importanță comunitară (în octombrie 1999)
- arie specială de conservare (în ianuarie 2010)[1][2][3]

## Biodiversitate
Situată în ecoregiunea , aria protejată conține 4 habitate naturale: Câmpuri de lavă și excavații naturale, Pajiști umede mediteraneene cu ierburi înalte de Molinio-Holoschoenion, Tufărișuri termo-mediteraneene și de pre-deșert, Faleze cu floră endemică de pe coastele macaroneziene.
La baza desemnării sitului se află mai multe specii protejate:
- plante (1): Ophioglossum polyphyllum
- păsări (5): Bulweria bulwerii, pasărea ogorului (Burhinus oedicnemus), Calonectris diomedea, Falco pelegrinoides, vultur egiptean (Neophron percnopterus)

Pe lângă speciile protejate, pe teritoriul sitului au mai fost identificate 9 specii de plante.